# High Impact Games
High Impact Games fue una empresa estadounidense dedicada al desarrollo de videojuegos, con sede en Burbank, California, creada en 2003 por antiguos miembros de los estudios Insomniac Games y Naughty Dog. Su primer trabajo lanzado al público fue Ratchet & Clank: El tamaño importa, una secuela de la serie Ratchet & Clank para PlayStation Portable, en 2007, la cual ha sido el mayor éxito de ventas del estudio, al haber cosechado más de 3,5 millones de unidades vendidas en todo el mundo. Los primeros videojuegos de la compañía continuaron las series Ratchet & Clank y Jak & Daxter, desarrolladas por los estudios donde anteriormente trabajaban, en la consola portátil de Sony. Posteriormente la empresa se centró en la creación de videojuegos para el público casual y familiar hasta su disolución en el año 2013.

## Productos
Esta empresa ha desarrollado los siguientes videojuegos:
- Ratchet & Clank: El tamaño importa (2007-2008)
- Secret Agent Clank (2008-2009)
- Jak & Daxter: The Lost Frontier (2009)
- Phineas and Ferb: Across the 2nd Dimension (2011)
- Super Star Kartz (2011)
- Super Ninja (2012)
- GOGO Fishing (2012)